# Anna von Boetticher
Anna von Boetticher (* 1970 in München) ist eine deutsche Sportlerin und deutsche Rekordhalterin im Apnoetauchen.

## Familie und Ausbildung
Von Boetticher wurde 1970 in München geboren und wuchs in Icking auf. Nach dem Abitur studierte sie zunächst Theaterwissenschaft, Komparatistik und Spanisch in München und ging dann nach London, um beim Auktionshaus Christie’s zu arbeiten. Dort arbeitete sie in einer Galerie, bevor sie 2006 nach Berlin zog und im Stadtteil Kreuzberg einen Buchladen eröffnete.

## Erfolge im Apnoetauchen
Schon mit 17 Jahren machte Anna von Boetticher einen Tauchkurs, kam aber erst 2007 bei einem Wochenend-Workshop auf einer Marinebasis in England mit dem Apnoetauchen in Berührung. Sie absolvierte im April 2007 einen Urlaubskurs im ägyptischen Dahab. Innerhalb eines halben Jahres stellte sie daraufhin 3 deutsche Rekorde auf, im Constant weight with fins (CWT; konstantes Gewicht mit Flossen), Constant weight no fins (CNF; konstantes Gewicht ohne Flossen) und im „Free Immersion“ (FIM) und holte bei der 4. AIDA (Association Internationale pour le Développement de l’Apnée) Individual-Tiefenweltmeisterschaft in Scharm asch-Schaich in der Disziplin konstantes Gewicht ohne Flossen überraschend die Bronzemedaille. 
Am 21. August 2009 stellte sie in Aarhus den damals deutschen Rekord im Static (STA) auf und hielt dabei 6:12 Minuten die Luft an. 
Bei dem 3. Mediterranen Weltcup im Freitauchen erreichte Anna von Boetticher im Oktober 2010 als erste deutsche Frau die 100 Meter Tiefenmarke in der Disziplin Variable Weight (VWT; variables Gewicht).
Nachdem sie im Juni 2011 zusammen mit ihrem Trainer und Tauchpartner Andrea Zuccari als erste Europäer einen neuen Weltrekord in der Disziplin Tandem No Limits (125 Meter) aufgestellt hatte, versuchte sie sich im Juli in Scharm asch-Schaich an dem bestehenden Weltrekord im Variable Weight (VWT, 126 Meter) und ließ sich 130 Meter in die Tiefe ziehen, wurde aber beim Auftauchvorgang in 30 Meter Tiefe ohnmächtig.
Bei der AIDA Individual-Tiefenweltmeisterschaft in Kalamata/Griechenland im September 2011 holte sie abermals die Bronzemedaille im Free Immersion  (freies Eintauchen), erneut mit deutschem Rekord (71 Meter). 
12 Tage vor der AIDA Individual-Tiefenweltweisterschaft im September 2013 musste sie nach einer Schnittwunde am Fuß genäht werden, trat deshalb zunächst ohne Training im Free Immersion an und gewann mit 73 Metern zum dritten Mal die Bronzemedaille. Danach entschied sie, doch wie geplant im Constant weight with fins (CWT) anzutreten und belegte hierbei den 5. Platz mit 81 Meter, wobei sie ihren eigenen deutschen Rekord einstellte.
Derzeit hält Anna von Boetticher in sechs von acht Apnoe-Disziplinen im Pool und Meer den deutschen Rekord. Insgesamt hat sie bisher 34 deutsche Rekorde aufgestellt.

## Ausbilderin bei der Bundeswehr
2015 wurde sie von der Bundeswehr gebeten, ihr Wissen bei der Ausbildung von Kampfschwimmern einzusetzen. Mit ihrer Erfahrung schulte sie Kampfschwimmer darin, rechtzeitig die Anzeichen der beim Apnoetauchen drohenden Ohnmacht zu erkennen. In der Bundeswehr wurde sie später auch bei Minentaucher- und den Schwimmtaucher-Lehrgängen, bei der U-Boot-Rettung und anderen tauchenden Bereichen der Marine eingesetzt.

## Sonstiges
Bei den Dreharbeiten für den Film Das Mädchen auf dem Meeresgrund über den Tauchpionier Hans Hass wurde die Schauspielerin Yvonne Catterfeld 2010 bei den Unterwasser-Stuntszenen von Anna von Boetticher gedoubelt.

## Veröffentlichungen
- In die Tiefe: Wie ich meine Grenzen suchte und Chancen fand. Ullstein Verlag, Berlin 2019. ISBN 978-3-864-93070-6.
- Anna von Boetticher: 100 m in Apnoe Mit einem Atemzug in die Tiefe In: Zeitschrift für Herz-,Thorax- und Gefäßchirurgie, Band 36, 2022, ISSN 0930-9225, S. 115–120, doi:10.1007/s00398-021-00484-5.